# Escritura libre

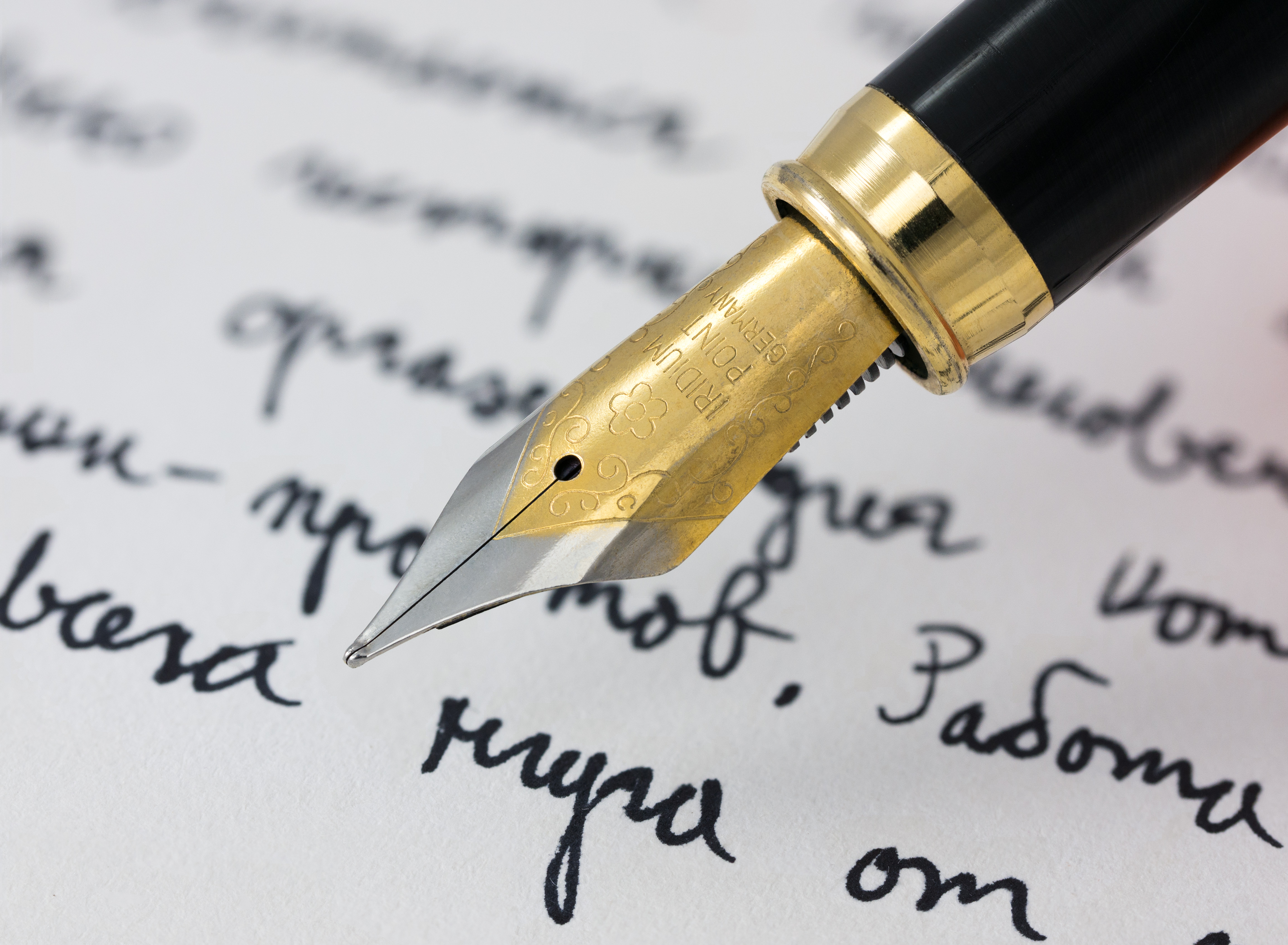
Flujo de escritura consciente

La escritura libre, también llamada flujo de escritura consciente, es una técnica de pre-escritura en la cual la persona escribe en forma ininterrumpida durante un período de tiempo sin prestar atención la ortografía, gramática o tema. El material que resulta a veces es inutilizable y bruto pero esta técnica puede ayudar a los escritores a superar la apatía y la autocrítica. Esta técnica es utilizada, principalmente por escritores de prosa y maestros de escritura. Algunos escritores usan esta técnica para recolectar ideas y pensamientos sobre un tema, con frecuencia en preparación para un proceso de escritura formal. La escritura libre no es lo mismo que escritura automática.
A diferencia de la tormenta de ideas (donde las ideas son simplemente colocadas en una lista), en la escritura libre, se escriben oraciones en forma de párrafos acerca del tema que venga a la mente.

## Historia
Peter Elbow discute sobre la escritura libre en su libro Writing without teachers (Escribiendo sin maestros, 1975) y la técnica fue popularizada por Julia Cameron mediante su libro The Artist's Way (El camino del artista, 1992).
Natalie Goldberg combinó la noción de escritura libre con los principios de meditación budista zen para desarrollar una modalidad de escritura denominada "práctica", descripta en su libro Writing Down the Bones (1986). Esta modalidad "práctica" de escritura es diferente de la escritura libre, ya que la primera es usada en pregrado y programas de escritura creativa. La "práctica" anima al escritor a tener en cuenta sus pensamientos durante el proceso de escritura, que puede ser el fin de sí misma. Por lo que el método consigue por lo general obtener un escrito más pulido.

## Técnica
La escritura libre involucra la escritura continua, usualmente por un período determinado (a menudo cinco, diez o quince minutos). El escritor escribe sin preocuparse por la ortografía, la gramática, etc., y no hace correcciones. Si el escritor alcanza el punto en el que no puede pensar en nada más sobre lo que escribir, tendrá que escribir que no puede escribir nada más, y mientras tanto, buscar el siguiente pensamiento, el escritor se aparta libremente del tema, dejándose llevar por sus pensamientos. A veces, el escritor también puede escribir, libremente, pero enfocado en un tema que haya surgido en sus pensamientos. Expandiendo el tema, los pensamientos deben divagar para crear conexiones abstractas del tema. Esta técnica ayuda al escritor a explorar un tema en particular antes de ponerlas en un contexto más básico.
La escritura libre debe ser base de la rutina diaria de un escritor. También, los estudiantes de algún curso de escritura, deberían ser asignados al ejercicio de escritura libre diaria.

## Definición
La escritura libre se basa en la premisa de que todos tienen algo que decir y la habilidad para decirlo, pero la mente puede bloquearse por  apatía, autocrítica, resentimiento, ansiedad debida a los plazos, miedo al fracaso o censura u otras formas de resistencia. Las reglas aceptadas que permiten la libre escritura permiten al escritor, obtener el impulso suficiente para el flujo desinhibido, el concepto fue esbozado por maestros de escritura tales como Louise Dunlap, Peter Elbow y Natalie Goldberg.
La escritura libre permite el flujo libre del proceso de pensamiento, no se trata de un producto o desempeño de un estudiante o de un escritor.

## Uso en la educación
Con frecuencia, los talleres de escritura libre se enfocan en la libre expresión, además la técnica de escritura libre es usada en la enseñanza para la educación primaria. No existe información disponible sobre resultados de censos realizados para investigar la aceptación de esta técnica.

## Reglas
Este es un listado de las reglas esenciales de la escritura libre, que con frecuencia se explican a principiantes o estudiantes en talleres de escritura. Estas reglas son consistentes con las indicadas en Rules for free writing de Natalie Goldberg, también identificadas como las primeras cuatro reglas de la escritura de Natalie Goldberg:
- Otórguese un tiempo límite. Escriba por uno o diez o veinte minutos y pare.
- Manténgase escribiendo durante el tiempo que tiene por meta. No interrumpa el ejercicio para ver que ha escrito o tomar un respiro. Escriba rápidamente pero no de prisa.
- No ponga atención a la gramática, ortografía, puntuación, limpieza o estilo. Nadie más necesita leer lo que usted escribe. La exactitud o calidad de lo que escribe no importa, es importante el solo acto de escribir.
- Si pierde el tema o las ideas se van, manténgase escribiendo. Si es necesario, escriba algo sin sentido o cualquier cosa que le venga a la mente, o simplemente garabatee: cualquier cosa para mantener su mano en movimiento.
- Si se siente aburrido o incómodo de lo que está escribiendo, pregúntese a sí mismo cuáles son las causas y escríbalo.
- Cuando el tiempo termine, revise lo que ha escrito y marque los pasajes que considere que contienen ideas importantes para poder mantenerlos y ampliarlos en una sesión posterior.

## Lectura adicional
- Goldberg, Natalie (1986). Writing down the Bones: Freeing the Writer Within..